# Bijloke

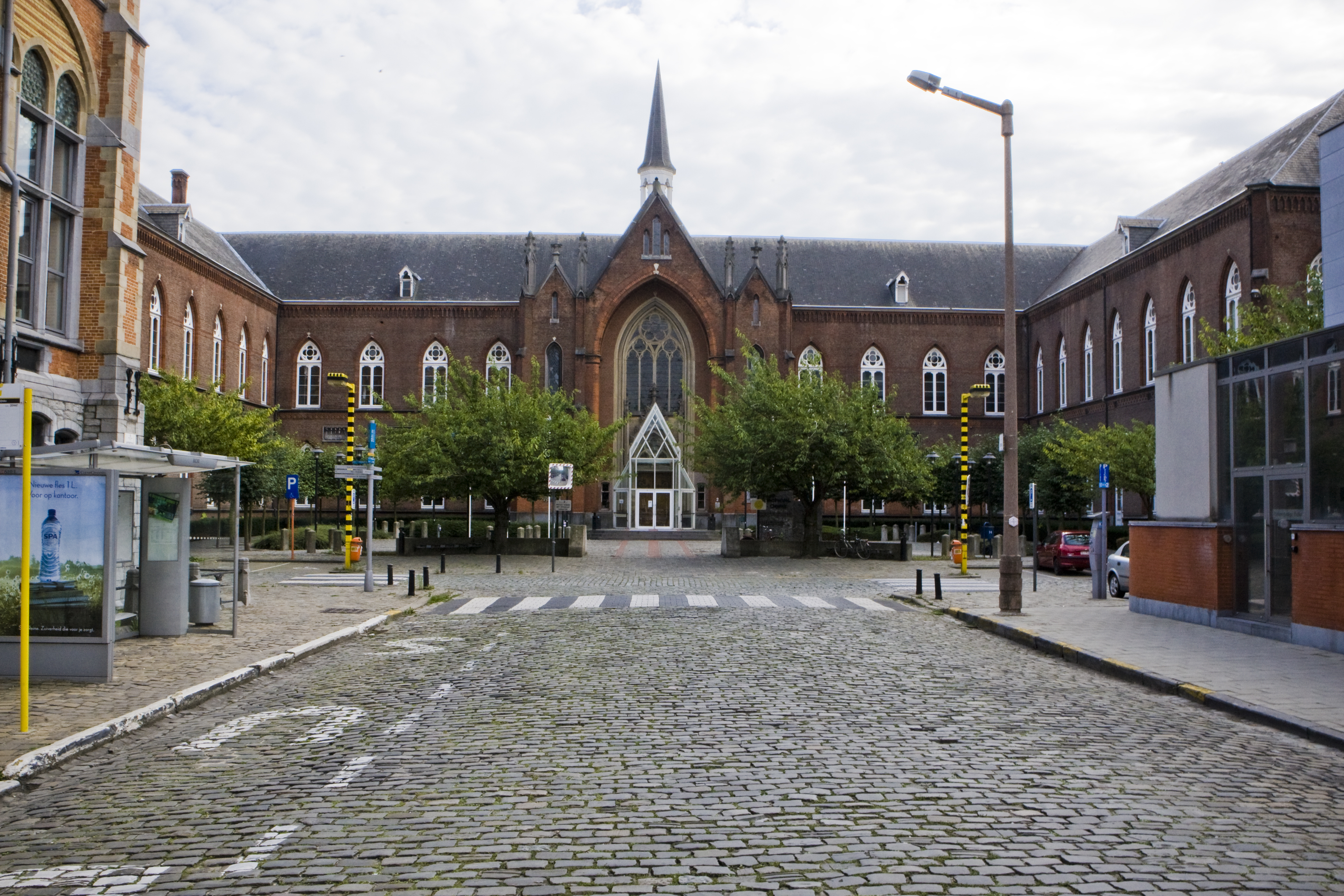
Bijlokesite

De Bijloke is een gebouwencomplex in de Belgische stad Gent. De naam is afkomstig van de Bijlokemeersen, de weilanden die door gravin Johanna van Constantinopel geschonken werden voor de oprichting van een hospitaal. Hier werden in de 13e eeuw het Bijlokehospitaal en de Bijlokeabdij opgetrokken. Het complex bestaande uit hospitaal, abdij en nutsgebouwen werd gebouwd in drie perioden: de middeleeuwen, de 17e eeuw en de 19e eeuw. Thans bevindt zich hier de Bijlokesite, een cultureel centrum met onder meer het Stadsmuseum Gent (STAM), het Muziekcentrum De Bijloke Gent, de Koninklijke Academie voor Schone Kunsten en het Hogeschool Gent Conservatorium.
Verschillende elementen van de site werden beschermd als monument: in 1943 de voormalige abdij van Onze Lieve Vrouw en in 1980 de ziekenzaal en kapel van het Bijlokehospitaal, het Craeckhuis, de rouwkapel, het voormalig instituut voor ontleedkunde, de vroedkundige school en materniteit. In 1980 werd ook de hele site als stadsgezicht beschermd. De restauratie van de Bijloke werd bekroond met de Vlaamse Monumentenprijs 2011.

## Bijlokehospitaal

### Geschiedenis

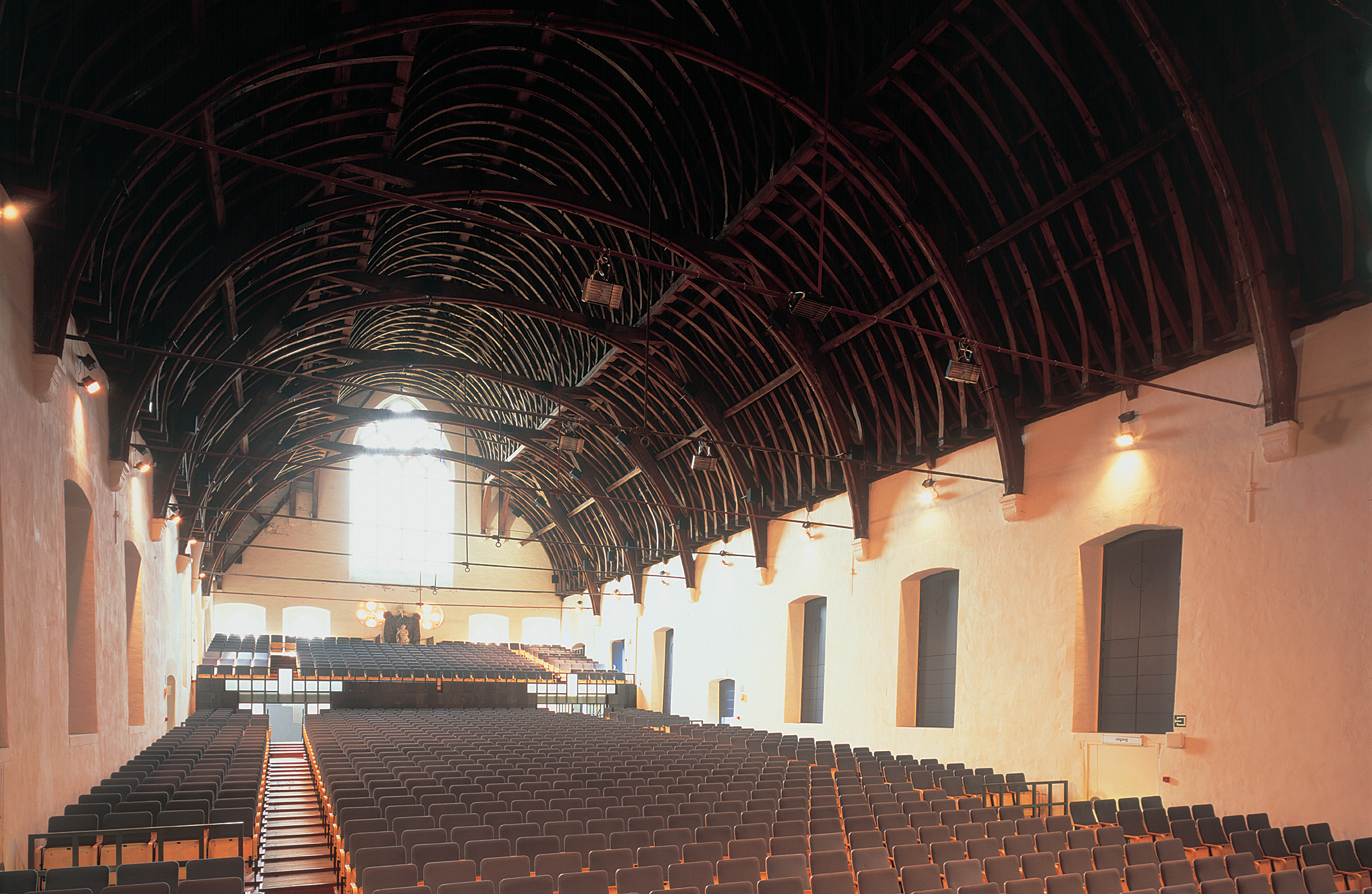
De huidige concertzaal en vroegere ziekenzaal, met haar 13e-eeuwse dakgebinte

Het Bijlokehospitaal is opgericht in 1228, na jarenlange onderhandelingen tussen de familie Utenhove, de graaf van Vlaanderen en de bisschop van Doornik. Toen werd beslist om het Mariahospitaal, oorspronkelijk ingericht in een woning van de familie Utenhove nabij de Sint-Michielskerk, over te brengen naar de Bijlokemeersen. Ruim zeven eeuwen lang waren verzorging en verpleging in handen van cisterciënzerzusters. De eerste abdissen waren Elisabeth Utenhove (tot 1249) en haar zuster Maria Utenhove (tot 1285).
In de jaren 1251-55 werd een grote ziekenzaal gebouwd met 40 bedden, veelal met meer dan één persoon per bed. Voor de grote overkapping van eikenhouten binten werd in de Ardennen een heel bos gekapt. In 1511 kwam er een tweede ziekenzaal Het Craeckhuys, die tot 1976 in gebruik is gebleven. Niet duidelijk is waar deze naam vandaan komt: het Middelnederlandse woord "craecken" ("kraken") zou "ernstig lijden" of "sterven" kunnen betekenen.
In de 16e eeuw, ten tijde van de Beeldenstorm, werd het hospitaal enige tijd bezet door de calvinisten. Tijdens de Franse Revolutie moesten de Cisterciënzers definitief het bestuur uit handen geven, maar zij bleven in het hospitaal werkzaam tot in de 20e eeuw.
In de 19e eeuw werd het complex uitgebreid, omdat het Bijlokehospitaal een rol ging spelen in de geneeskundige opleiding van de in 1817 geopende Universiteit Gent. Hiertoe ontwierp architect Adolphe Pauli het anatomisch instituut en een auditorium in neoklassieke bouwstijl.

### Recente tijden
In 1983 verhuisde het hospitaal naar het nieuwe terrein aan de Henri Dunantlaan nabij de Watersportbaan (nu het Algemeen Ziekenhuis Jan Palfijn). In de oude ziekenzaal werd het Muziekcentrum De Bijloke Gent geopend, waarin ook het auditorium en het bibliotheekgebouw zijn opgenomen. In de uitbreidingen toegevoegd door Pauli huist nu het grootste deel van de Koninklijke Academie voor Schone Kunsten en het Koninklijk Conservatorium Gent, onderdelen van de Hogeschool Gent.

## Bijlokeabdij

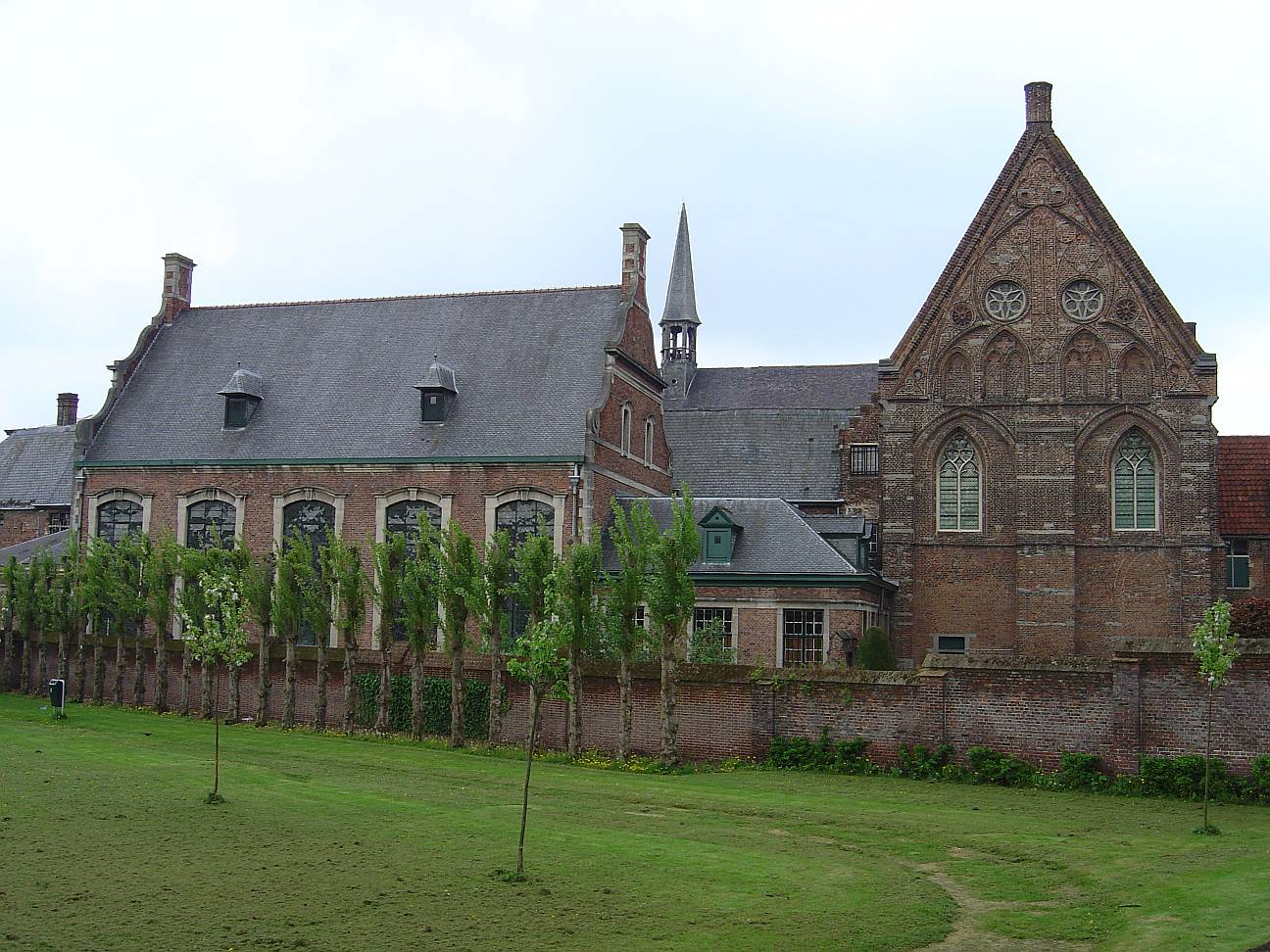
Bijlokeabdij

### Geschiedenis
De Bijlokeabdij was een abdij van cisterciënzerinnen. De kloosterzusters stonden in voor de koordienst en lekenzusters, bijgestaan door dienstboden, voor het hospitaal. In 1556 telde de gemeenschap 44 zusters; in 1785 waren er 22 zusters, 24 lekenzusters en 8 knechten. De abdijgebouwen zijn een voorbeeld van vroeg-14de-eeuwse baksteenarchitectuur met 13de-eeuwse relicten van Doornikse steen. De centrale gebouwen van de Bijlokeabdij zijn geschikt rondom een binnentuin en een kruisgang, wat overeenstemt met het typegrondplan van cisterciënzerabdijen.

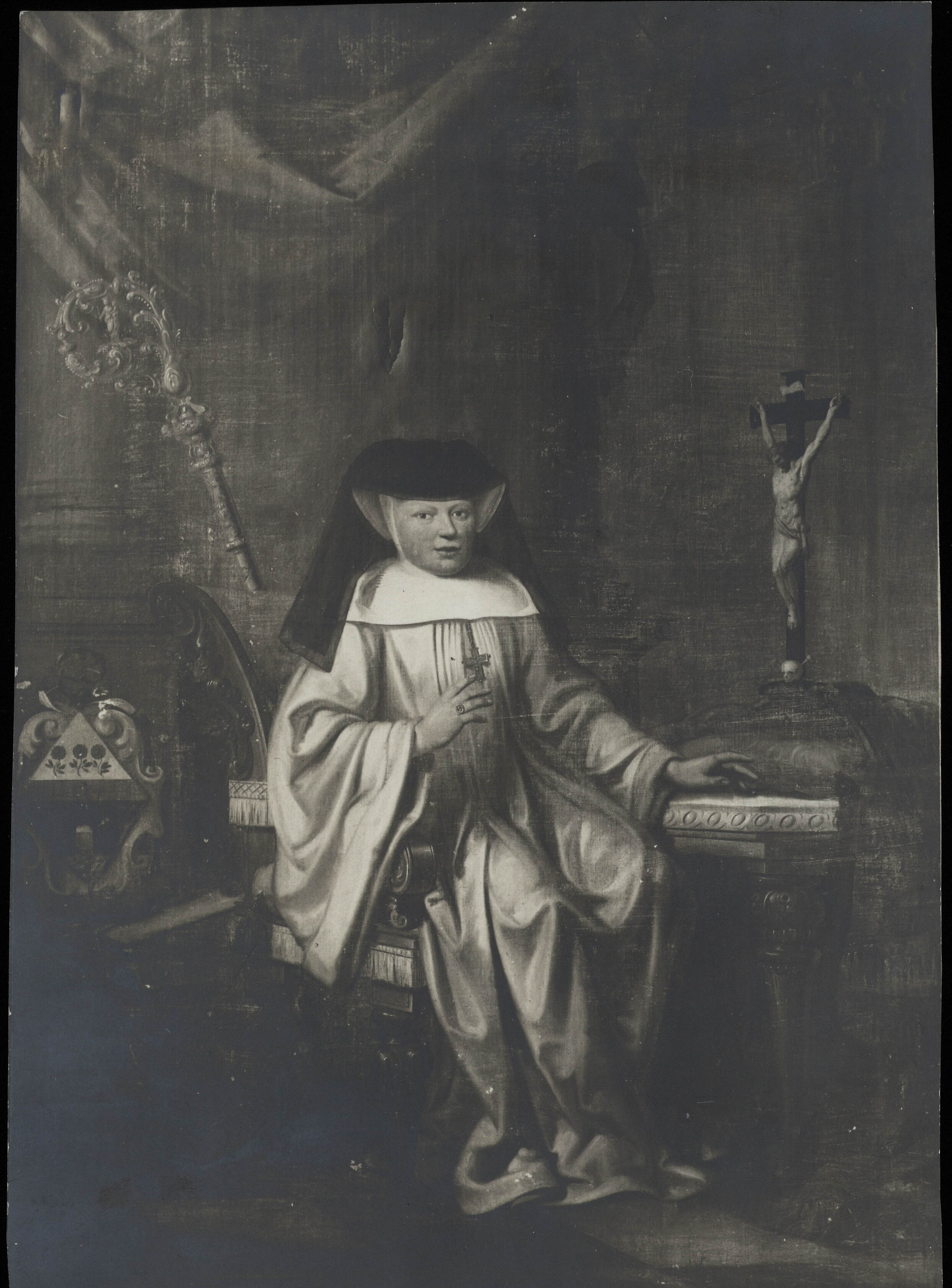
Sabina Bruggheman, de laatste abdis van de Bijloke-abdij

De abdijkerk, aanvankelijk aan de noordzijde, werd op 22 en 23 augustus 1566 verwoest door beeldenstormers en het klooster werd leeggeroofd. In 1578 werden de kloosterzusters verjaagd door het calvinistische stadsbestuur. Een deel van de kloostergebouwen werd ook gesloopt bij de versterking van de stad tegen de Spaanse troepen. In 1585 konden de zusters terugkeren. Een nieuw klooster kwam klaar in 1620 maar de oorspronkelijke abdijkerk werd niet heropgebouwd. Vooral de weelderige stucdecoratie van de pandgangen verwijst naar de heropbouw van de abdijgebouwen na de verwoestingen van de Beeldenstorm. De oostvleugel bevatte de sacristie, kapittelzaal, warmkamer, spreekkamers en het dormitorium. Na de 16e-eeuwse troebelen werd een deel ervan als monialenkerk ingericht. De zuidvleugel met keukens, voorraadkamers en refter (31 x 10 m), overdekt door een houten spitstongewelf en voorzien van 14e-eeuwse muurschilderingen (Vlaamse Meesters in Situ), bleef intact bewaard. De westvleugel werd evenwel in de loop van de 20e eeuw ingrijpend verbouwd.
Vanaf 1797 verlieten de zusters de abdijgebouwen, die van 1805 tot 1911 dienstdeden als oudemannenhuis. Het 17de-eeuwse gedeelte van het klooster diende later, na de terugkeer van de zusters in 1801, tot aan 7 december 2001, opnieuw als woonoord voor cisterciënzerzusters.

### Recente tijden
In 1913 kocht de stad Gent de oude abdijgebouwen aan. Zij bracht er in 1928, na een restauratie, het Oudheidkundig Museum in onder. Dit sloot in september 2005 de deuren. Die gingen weer open op 9 oktober 2010 voor het Stadsmuseum Gent (STAM). De gebouwen en de collectie van de Bijloke vormen de basis van het STAM.